# 4293 Masumi
4293 Masumi eller 1989 VT är en asteroid i huvudbältet som upptäcktes den 1 november 1989 av den japanska astronomen Yoshiaki Oshima vid Gekko-observatoriet. Den är uppkallad efter Masumi Hurukawa.
Asteroiden har en diameter på ungefär 15 kilometer.